# Futsal in Tschechien
Futsal ist in Tschechien eine Randsportart, die sich in den letzten Jahren immer größerer Beliebtheit erfreut. Über 10.000 Spieler üben diesen Sport unter dem Dach des Tschechischen Fußballverbandes ČMFS aktiv aus. Die erste tschechische Futsalliga wird auf semiprofessioneller Basis durchgeführt, die Zuschauerzahlen bewegen sich im mittleren dreistelligen Bereich, vergleichbar mit der dritten, teilweise auch zweiten Liga im Fußball. Im Oktober 2005 sahen über 5.000 Zuschauer die Europapokalbegegnung Era-Pack Chrudim gegen Dynamo Moskau.
Das staatliche Fernsehen Česká Televize überträgt ausgewählte Liga-, Europapokal- und Länderspiele live. Auch in der Sporttageszeitung Deník Sport wird über Futsal berichtet, in weiteren Sportzeitschriften finden sich zumindest die Erstligaergebnisse. Dort, wo die jeweilige Futsalmannschaft größeren Erfolg hat als andere Sportarten, wird dem Sport in der entsprechenden regionalen Tageszeitung auch mehr Platz eingeräumt.

## Geschichte
Futsal wurde in der damaligen Tschechoslowakei seit den 1960er Jahren gespielt, zu einem Schub kam es 1974 nach dem Besuch von Peňarol Montevideo. Später wurde eine tschechoslowakische Meisterschaft ausgespielt. Nach der Auflösung des Landes am 1. Januar 1993 wurde noch im ersten Halbjahr eine landesweite tschechische Liga eingeführt, erster tschechischer Meister wurde Ajax Novesta Zlín. Ab der zweiten Saison wurde auf den Herbst/Frühjahr-Rhythmus umgestellt.
Noch 1990 trug die tschechoslowakische Nationalmannschaft ihr erstes Länderspiel aus, Gegner war Italien. An der Qualifikation zur Weltmeisterschaft 1992 nahm die Auswahl ohne Erfolg teil. Die erste Qualifikation für ein großes Turnier – die Futsal-Europameisterschaft – gelang der tschechischen Mannschaft erst 2001. In den 2004, 2008 und 2012 nahm die tschechische Nationalmannschaft an der Futsal-Weltmeisterschaft teil.  Bisher größte Erfolge waren der Gewinn der Bronzemedaille bei der Europameisterschaft 2003 in Italien sowie bei der Europameisterschaft 2010 in Ungarn. Bei der Europameisterschaft 2005 im eigenen Land schieden die Tschechen bereits nach der Gruppenphase aus.

## Ligasystem in Tschechien (Herren)
Die „Ligen-Pyramide“ stellt den Aufbau des tschechischen Futsal-Ligensystems schematisch dar.
| Level 1 | 1. liga       | 1. liga       | 1. liga       | 1. liga       | 1. liga       | 1. liga       | 1. liga        | 1. liga        | 1. liga        | 1. liga        | 1. liga        | 1. liga        |
|         |               |               |               |               |               |               |                |                |                |                |                |                |
| Level 2 | 2. liga západ | 2. liga západ | 2. liga západ | 2. liga západ | 2. liga západ | 2. liga západ | 2. liga východ | 2. liga východ | 2. liga východ | 2. liga východ | 2. liga východ | 2. liga východ |
|         |               |               |               |               |               |               |                |                |                |                |                |                |
| Level 3 | Divize A      | Divize A      | Divize B      | Divize B      | Divize C      | Divize C      | Divize D       | Divize D       | Divize E       | Divize E       | Divize F       | Divize F       |

- Die 1. Liga (1. česká futsalová liga) ist die höchste Spielklasse im tschechischen Futsal. Zwölf Teams spielen zunächst in Hin- und Rückrunde gegeneinander, so dass jede Mannschaft auf elf Heim- und elf Auswärtsspiele kommt. Die besten acht Vereine spielen im Play-off den tschechischen Meister aus. Die letzten beiden Teams steigen in die 2. Liga ab.
- Der zweite Level ist in eine West- (2. liga západ) und eine Ostgruppe (2. liga východ) eingeteilt. Der Meister jeder Gruppe steigt in die 1. Liga auf.
- Unterhalb der 2. Liga befinden sich sechs überregionale Divize.
- Unterhalb der Divize werden Wettbewerbe der einzelnen Kreisverbände durchgeführt, insgesamt sind es 14.

## Tschechischer Meister
- 1993 Ajax Novesta Zlín
- 1994 IFT Computers Ostrava
- 1995 IFT Computers Ostrava
- 1996 Defect Praha
- 1997 Mikeska Ostrava
- 1998 Mikeska Ostrava
- 1999 Viktoria Žižkov
- 2000 Total Slavík Bakov nad Jizerou
- 2001 Pramen Havlíčkův Brod
- 2002 CC Jistebník
- 2003 Nejzbach Vysoké Mýto
- 2004 Era-Pack Chrudim
- 2005 Era-Pack Chrudim
- 2006 CC Jistebník
- 2007 Era-Pack Chrudim
- 2008 Era-Pack Chrudim
- 2009 Era-Pack Chrudim
- 2010 Era-Pack Chrudim
- 2011 Era-Pack Chrudim
- 2012 Era-Pack Chrudim
- 2013 Era-Pack Chrudim
- 2014 Era-Pack Chrudim
- 2015 Era-Pack Chrudim
- 2016 Era-Pack Chrudim
- 2017 Era-Pack Chrudim
- 2018 Era-Pack Chrudim

## Turniere
In Tschechien fand im Februar 2005 die vierte Futsal-Europameisterschaft statt. Gespielt wurde in Ostrava, wobei alle Begegnungen bis auf zwei Gruppenspiele, die in Sareza-Halle stattfanden, in der ČEZ Aréna ausgetragen wurden.
Der FK Era-Pack Chrudim veranstaltete als Teilnehmer am UEFA-Futsal-Pokal 2004, 2005, 2007 und 2008 eine der Gruppen in der Gruppenphase. 2004 wurde in Heřmanův Městec gespielt, 2005 in der ČEZ Aréna in Pardubice. 2007 und 2008 fanden die Spiele im Zimní stadion in Chrudim statt.
Übersicht:
- Futsal-Europameisterschaft: 14. Februar bis 20. Februar 2005 in Ostrava
- UEFA Futsal-Cup 2004/2005: Gruppe 3, 14. Oktober bis 17. Oktober 2004 in Heřmanův Městec
- UEFA Futsal-Cup 2005/2006: Gruppe 2, 10. Oktober bis 13. Oktober in Pardubice
- UEFA Futsal-Cup 2007/2008: Gruppe 6, 10. September bis 13. September in Chrudim
- UEFA Futsal-Cup 2007/2008 Elite round: Gruppe C, 13. Oktober bis 21. Oktober in Chrudim

## Bekannte Spieler
- Martin Abraham
- Petr Vladyka